# Aprostocetus oncideridis
Aprostocetus oncideridis är en stekelart som först beskrevs av Charles Joseph Gahan 1932.  Aprostocetus oncideridis ingår i släktet Aprostocetus och familjen finglanssteklar. Inga underarter finns listade i Catalogue of Life.